# Monica Beurer

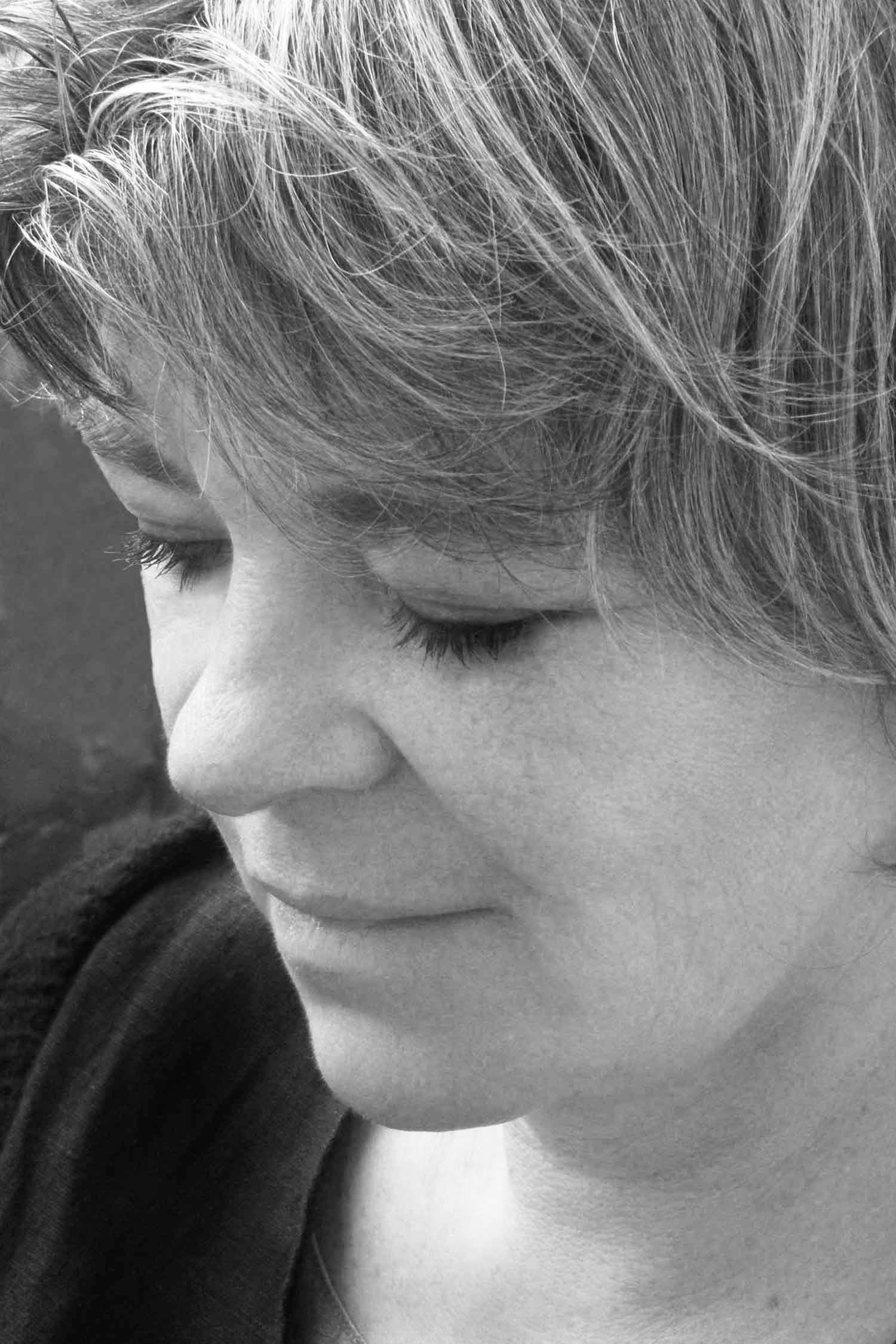
Monica Boirar (2009)

Monica Beurer (* 28. April 1961 in Bülach) ist eine freischaffende Schweizer Fotografin, Dozentin für Fotografie und Autorin. Sie publiziert seit dem Jahr 2009 unter dem Künstlernamen Monica Boirar.

## Biographie

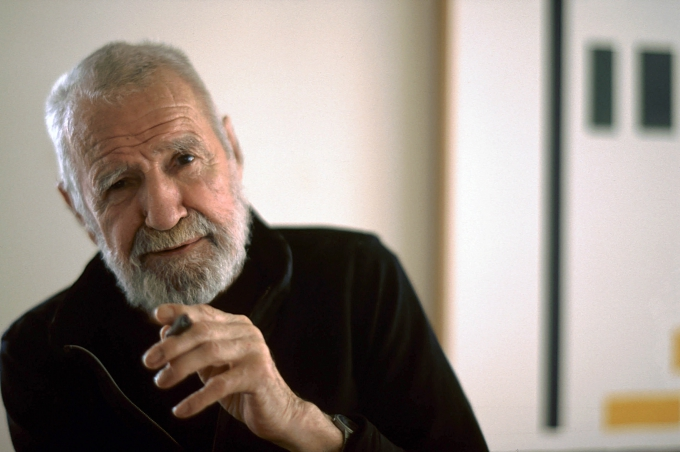
Ernst Scheidegger, Fotograf, Filmemacher und Verleger (2012)

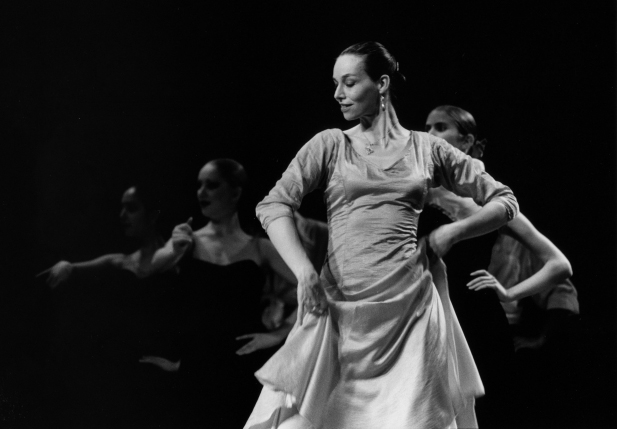
Nina Corti, Flamencotänzerin (1999)

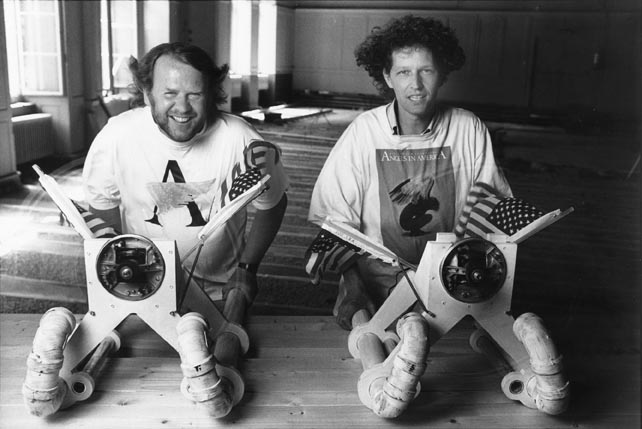
Volker Hesse und Stephan Müller, Regisseure Theater Neumarkt Zürich, (1993)

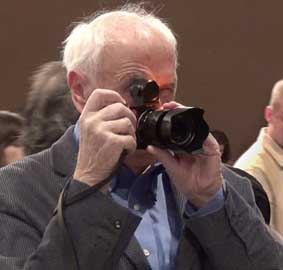
Thomas Hoepker, Magnum-Fotograf (2015)

Monica Boirar absolvierte nach der Matura eine Ausbildung zur Lehrerin und arbeitete in diesem Beruf mehrere Jahre mit Kindern aller Stufen der Volksschule. In den 1980er Jahren war sie Mitwirkende in einem Kindertheater und schrieb als Co-Autorin drei Theaterstücke «Lisa Liza», «De Öpfelmaa» und «PingPongPinguin». Ende der 80er Jahre war sie Assistentin bei einem Werbe- und Modefotografen in Zürich und einer freien Fotografin. Anfang der 1990er Jahre begann sie als fotografierende und teils auch schreibende Journalistin für Zeitschriften zu arbeiten und spezialisierte sich auf Tanz- und Theaterfotografie, Porträt- und Reportagefotografie und begann mit der Realisierung von freien fotokünstlerischen Arbeiten. Bekanntheit erlangte sie durch die Ausstellung und den gleichnamigen ersten Fotoband «Carole – aus der Norm». Mit ihrem Lehrmittel «Fotografieren macht Schule» schrieb sie ein didaktisches Grundlagen- und Standardwerk für die Volksschule. Sie verfasste das Kindersachbuch «Fotografie» der Was ist Was-Reihe, das in mehrere Sprachen übersetzt wurde.
Im Rahmen einer Drittausbildung studierte sie an den Universitäten Zürich, Basel, Lausanne und an der Freien Universität Berlin. Sie erlangte die Abschlüsse «BA Bachelor of Arts in Social Sciences UZH» in Publizistik und «MA Master of Arts UZH» in Filmwissenschaft. Ihre Masterarbeit «Fotografinnen im fiktionalen Film – Visuelle Kommunikation und Intermedialität untersucht an vier Biopics» schrieb sie am Seminar für Filmwissenschaft der Universität Zürich im Rahmen des universitätsübergreifenden Studiengangs «Netzwerk Cinema». Als Dozentin für Fotografie lehrt sie seit Anfang der 1990er Jahre an mehreren Institutionen, Hoch- und Fachhochschulen, im Frühlingssemester 2008 und 2011 auch am Kunsthistorischen Institut der Universität Zürich im Fachbereich «Theorie und Geschichte der Fotografie». Seit dem Herbst 2011 arbeitet sie an ihrer Dissertation «Masters of Color Photography – Strategien der Farbgestaltung in der Werbe- und Industriefotografie (1950–1975) – Fotografologische Klassifizierungen an Bildbeispielen eines Schweizer Unternehmens für Farbfotografie, Dye Transfer und Fotolitho». Im Sommer 2014 gründete sie die Study F – Wissenschaftsverlag Fotografie GmbH. Von 2013 bis 2017 schrieb sie für das Schweizer Online-Magazin Fotointern Fachbeiträge zur Fotografie, mehrheitlich Leitartikel, so genannte Top Stories über Arnold Odermatt, Tina Modotti, Annie Leibovitz, Ernst Scheidegger, Sabine Weiss, Andy Warhol, Dada, Annelise Kretschmer, Robert Frank und andere. Sie ist die Initiantin und Mitbegründerin des Anfang 2017 ins Leben gerufenen Vereins Pro FomaSchu. Am 2. Juni 2018 startete das erste Projekt des Vereins, die Jubiläums-Grossgruppenausstellung «10 Jahre Fotografieren macht Schule» mit Bildern von 52 Mitwirkenden im Zeughaus Teufen in Appenzell Ausserrhoden. Die Wanderausstellung gastiert seitdem in der deutschsprachigen Schweiz. Als Begleitmaterial zur Ausstellung stellt der Verein für den Besuch von Schulklassen mediendidaktische Unterlagen nach Lehrplan 21 zur Verfügung.

## Ausstellungen (Auswahl)

### Einzelausstellungen
- 1991/1992: Raum F, Kunstszene der Stadt Zürich, CH
- 1993: Anti War Center, «Wimin in Black», Belgrad, YU
- 1996: Silverstone Production, Zürich, Slide-Show, CH
- 1998: Museum für Kunst und Gewerbe Hamburg, D[40]
- 1998: Galerie Objekta, Kreuzlingen, CH
- 1998: Nationalgalerie Prag, CZ
- 1999: Frauen Museum, Wiesbaden, D[41]
- 1999: Kolpinghaus, Innsbruck, A
- 2001: Galerie Nikon Image House, Küsnacht, ZH, CH
- 2001: Der Teufelhof, Das Kultur- und Gasthaus Basel, CH
- 2002: Leica Galerie Schweiz, Nidau, CH[42][43]
- 2003: Galerie Sigristenkeller, Bülach, CH
- 2004: Klinik Gais, Gais, CH
- 2005: Generali, Adliswil, CH
- 2009: Stadtspital Triemli, Zürich, CH

### Gruppenausstellungen
- 1988: Musée d’histoire naturelle, Fribourg, CH
- 1991: Photoforum Pasquart, «Momento Monumenti», Biel, CH
- 1995: Foto Professional, Zürich, CH
- 1995–1997: «Alltag in Europa (z. B. Ex-Jugoslawien)» Wanderausstellung an 14 Orten: Bern, Uster, Basel, Zürich, Luzern, St. Gallen, Thun, etc., CH
- 1995: Zürcher Kunstszene 95/96, Zürich
- 1995: Deutsche Fototage, Köln, D
- 1995: Photoforum PasquArt, Biel
- 1996: Deutsche Fototage, Nürnberg, D
- 1997: «Stadtmenschen» Bildertausch, Krefeld-Venlo, Venlo, NL
- 1997: Photoforum PasquArt, Biel, CH
- 1998: «Horizonte», Photokina Köln, D
- 1998: «Das Bild vom Menschen – Die besten Fotos aus 50 Jahren Stern», Museum für Kunst und Gewerbe Hamburg, D
- 1998: Photoforum PasquArt, Biel, CH
- 1999: Landhaus Bregenz, Regierungsgebäude, A
- 1999: «focus ver-rückt», Stadtmuseum Dornbirn, A
- 1999: Swiss Press Photo 98, Musée suisse de l’appareil photog., Vevey, CH, Palexpo, Genf, CH, Professional Imaging, Zürich, CH
- 1999: «Das Bild vom Menschen – Die besten Fotos aus 50 Jahren Stern», Fotomesse Berlin, D
- 1999: «Ankäufe/Achats», eine Auswahl der Städtischen Kulturkommission, Alte Krone, Biel, CH
- 1999: Photoforum PasquArt, Biel, CH
- 1999: Fotoforum Schwarzwald, 2. Schömberger Fotoherbst, Kurhaus Schömberg, D
- 2000: Kunsthaus Bregenz, A im Rahmen des Internationalen Symposiums «Freaks in der Kunst», A
- 2001: «Das Bild vom Menschen – die besten Fotos aus 50 Jahre Stern», Schloss Heidelberg, Heidelberg, D
- 2001: Schömberger Fotoherbst, Fotoforum Schwarzwald, Kurhaus Schömberg, D
- 2002: SleepArtPhoto 2000 «The art of sleep», Bree, B
- 2003: Photoforum PasquArt, Biel, CH
- 2004: Musée d’histoire naturelle, Fribourg, CH

## Buchpublikationen
- Lisa Liza. In: Spielküche. Theaterwerkstatt für Jugendliche. Hrsg. Ruth Schneider und Paul Schorno. Autoren: Monica Beurer, Ueli Kaufmann, Baschi Laubscher u. a. Lenos Verlag, Basel 1990, ISBN 3-85787-190-3.[44]
- Nach-Sicht. In: Zur Feier des Tages. Vierzehn Geschichten. Hrsg. von der Schweizerischen Arbeiterinnen- und Arbeiterbildungszentrale, Vorwort von Beat Sterchi, Zeichnungen von Stephan Bundi. Cosmos Verlag, Muri bei Bern 1992, ISBN 3-305-00342-1.[45]
- Carole: Aus der Norm; Fotografien 1993–1997. Edition Frey, Zürich 1997, ISBN 3-905509-20-2. (Mit Texten von Charles-Henri Favrod … einem Essay von Patrick Frey und einem Nachwort von Claudia Gabriele Philipp.)
- Fotografieren macht Schule. Lehrmittel für die 4. bis 8. Stufe der Volksschule. Bern 2005, ab 2020 neue ISBN 978-3-033-08239-7.[46]
- Fotografie. Kindersachbuch Was ist was? Nürnberg 2006, ISBN 978-3-7886-0403-5. 
  - Tschechische Übersetzung: Fotografie — Co,Jak,Proč? Svazek 40, ISBN 978-80-7238-625-3.[47]
  - Ungarische Übersetzung: Fényképezés — Mi micsoda 99. ISBN 978-963-9657-29-8.[48]
  - Russische Übersetzung: Фотография, 2008, ISBN 978-5-486-02066-7.
  - Chinesische Übersetzung: 摄影的历史, 2010, ISBN 978-7-5351-5524-5.
- Fotografinnen im fiktionalen Film: visuelle Kommunikation und Intermedialität untersucht an vier Biopics. Zürich OCLC 780388485 (Masterarbeit Universität Zürich, 2011, Referent Jörg Schweinitz).

## Zitate aus Rezensionen «Fotografieren macht Schule»
- Hans-Jürg Keller: «Das sehr praxisnahe, reich bebilderte Lehrmittel lädt mit vielen Informationen, Anleitungen und Aufgabenstellungen ein zum Entdecken, Sehen und fotografisch gestalten. […]  Die Schülerinnen und Schüler erwerben […] schnell wichtige fotografische Kenntnisse (…) erleben […] durch eigenes Handeln, wie man die vielseitige Wirklichkeit sehr einseitig darstellen kann. Monica Beurer ist mit dem […] Lehrmittel ein Standardwerk gelungen. […] Man merkt dem Buch an, dass die Autorin nicht nur eine hervorragende Fotografin ist, sondern auch über didaktisches Know-how verfügt. Ihre jahrelange Arbeit mit Schulklassen und angehenden Lehrerinnen und Lehrern ist in das Buch eingeflossen.»[14]
- Anna Gripp: «Gerade wenn angesichts von […] Digitalkameras und Fotohandys immer mehr geknipst wird, macht es Sinn, schon frühzeitig, bei Kindern, auf das Potential des Mediums Fotografie hinzuweisen. […] Die Zürcher Fotografin Monica Beurer hat […] ein Lehrbuch konzipiert, das […] gestalterische Aspekte auf anschauliche Weise nennt und […] Aufgaben formuliert.»[15]
- Feli Schindler: «Man möchte in der Tat wieder Kind sein und die spielerischen Experimente und Aufgaben, welche die Autorin im reich illustrierten Band […] vorschlägt, gleich selber anpacken, […] Lichtführung, Perspektiven oder Kompositionslehre werden lustvoll und ohne komplizierte Apparatetechnik vermittelt. Jede Übung […] zielt auf eine ausgezeichnete Sehschule für Gross und Klein.»[16]

## Auszeichnungen
- 1986: Dramatikerförderung CH für das Theaterstück «Lisa Liza»[1]
- 1991: Ausgewählter Text des Schreibwettbewerbes «Zur Feier des Tages»[1][49]
- 1995: 1. Preis für Fotojournalistinnen von Emma und Leica, Köln, D
- 1996: Kodak European Gold Award, Lausanne, Golden Circle 95, CH
- 1997: Fotowettbewerb «Stadtmenschen» der Städte Krefeld und Venlo: Teilnahme an der Ausstellung
- 1997: Kodak European Gold Award, Lausanne, Golden Circle 96, CH
- 2002: SleepArtPhoto 2000, Bree, B, 2. Preis

## Öffentliche Projekt- und Werkbeiträge
- 1996: Cassinelli-Vogel-Stiftung, Zürich[50]
- 1996: Bundesamt für Kultur, Bern
- 1998: Pro Helvetia, Zürich
- 2009: Bundesamt für Kultur, Bern

## GaleriePorträtfotografien

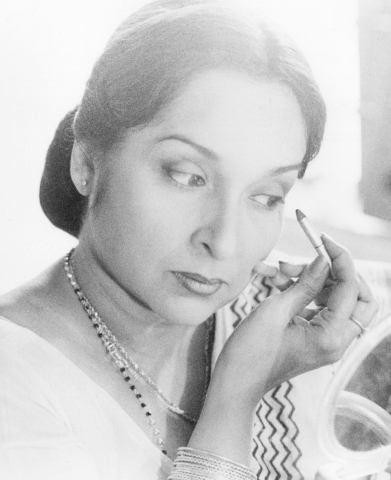
Mamata Shankar, Schauspielerin, Tänzerin und Choreografin (2002)
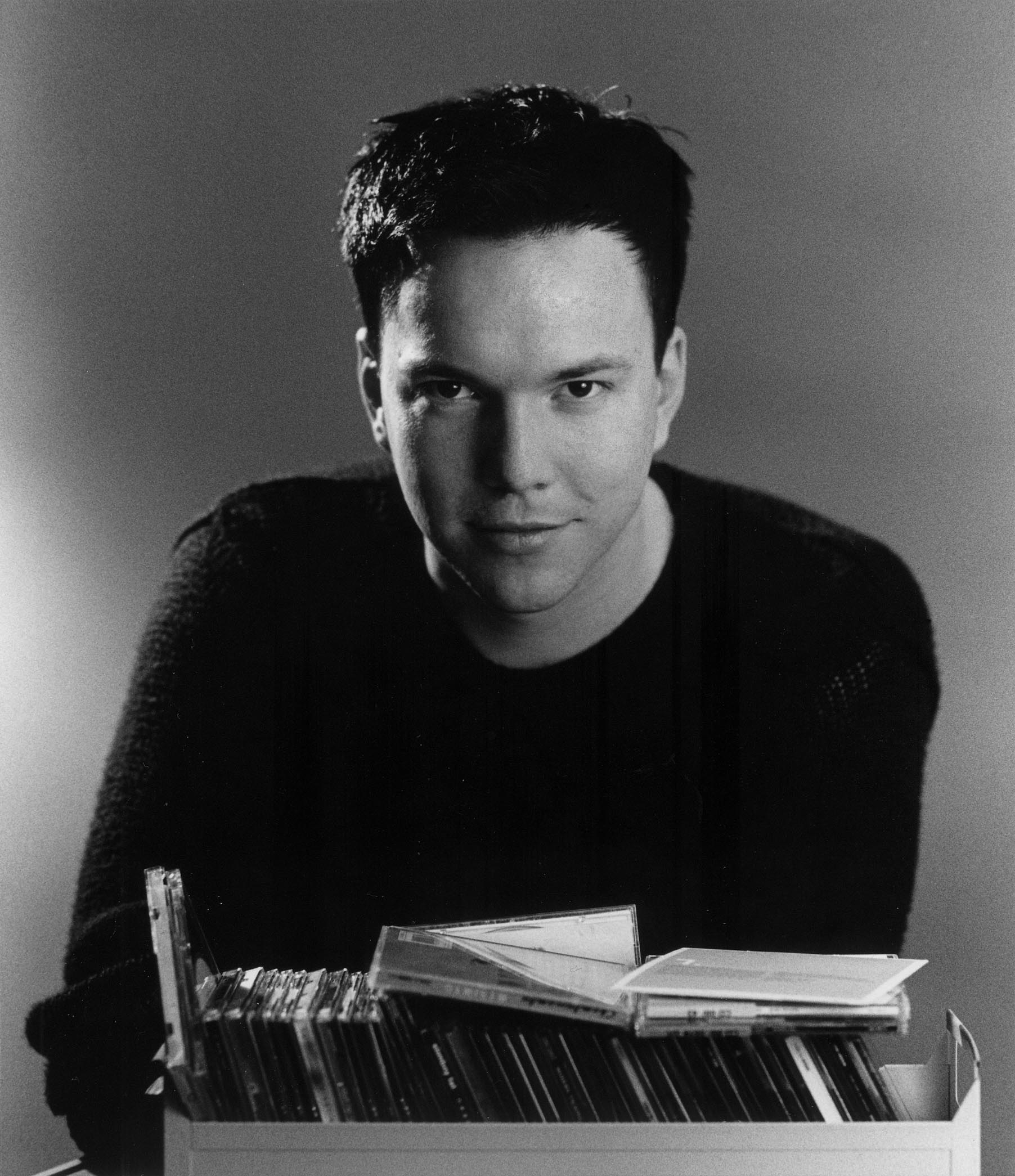
Sven Epiney, Radio- und Fernsehmoderator (2000)
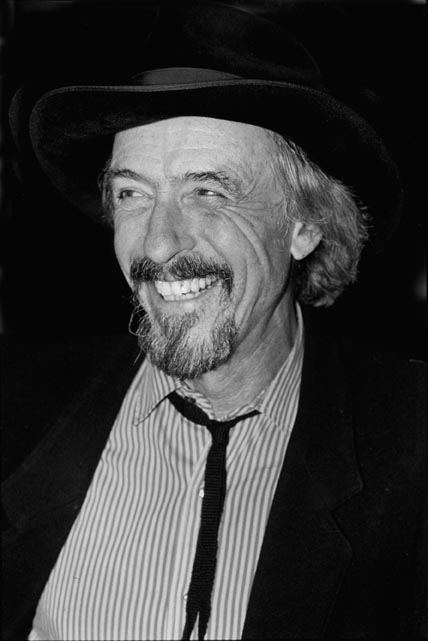
Arik Brauer, österreichischer Künstler, (1991)